# 山本丈晴の音楽作品
山本丈晴の音楽作品は、山本丈晴の作曲作品、演奏作品の一覧。
作曲活動は流行歌・歌謡曲・演歌から 、映画・テレビドラマ・舞台音楽をはじめ、CM 、社歌等幅広く、ギター演奏レコード・CDも多数。現時点で判明しているものを記載。各分野、初出順。

## 流行歌・歌謡曲・演歌

### ギター伴奏

#### 古賀政男作曲作品
古屋雅章名義
- 霧島昇「麗人の歌」作詞：西條八十、第一ギター：古賀政男、第二ギター：古屋雅章（1946年5月、日本コロムビア、A 84）東宝映画『麗人』主題歌
- 近江俊郎「湯の町エレジー」作詞：野村俊夫、ギター：古賀政男・古屋雅章（1948年8月、日本コロムビア A 424）
- 藤山一郎「友情の歌」作詞：藤浦洸、ギター：古賀政男・古屋雅章（1948年9月、日本コロムビア、A 446）大映映画『誰に恋せん』主題歌

古賀丈晴名義
- 近江俊郎「湯の町夜曲」作詞：野村俊夫、ギター：古賀政男・古賀丈晴（1949年8月、日本コロムビア、A 610） - 新東宝映画『湯の町夜曲』主題歌
- 近江俊郎「たそがれの湖」作詞：西條八十、ギター：古賀政男・古賀丈晴（1949年11月、日本コロムビア、A 623）
- 近江俊郎「湯の町物語」作詞：野村俊夫、ギター：古賀政男・古賀丈晴（1951年1月、日本コロムビア、A 1034）
- 青木光一「二十才の青春」作詞：野村俊夫、ギター：古賀政男・古賀丈晴（1954年1月、日本コロムビア、A 1830）
- 美空ひばり「娘船頭さん」作詞：西條八十、ギター：古賀政男・古賀丈晴（1955年3月、日本コロムビア、A 2227） - 松竹映画『娘船頭』主題歌
- 及川由子「花のゆくえ」作詞：門田ゆたか、ギター：古賀政男・古賀丈晴（1955年4月、日本コロムビア、A 2287） - ラジオ東京『花のゆくえ』主題歌
- 青木光一「都に花の散る夜は」作詞：丘十四夫、マンドリン：古賀政男・古賀丈晴（1955年12月、日本コロムビア、A 2412）
- 山本富士子「青春日記」ギター：古賀政男・古賀丈晴（日本コロムビア）

#### その他
- 三橋美智也「北海道函館本線」作詞：藤間哲郎、作曲：桜田誠一、ギター：古屋丈晴（1961年6月、キングレコード、EB-501）

### 作曲
古賀丈晴名義
- コロムビア・ローズ「さすらい乙女」作詞：石本美由起（1955年12月、日本コロムビア、A 2394）

#### キングレコード専属期
古屋丈晴名義
- 音羽美子「乙女の湖」作詞：高橋掬太郎（1958年4月、キングレコード、C 1577）
- 林伊佐緒「君住む空」作詞：高橋掬太郎（1958年6月、キングレコード C 1560）
- 林伊佐緒「哀愁のフラメンコ」作詞：矢野亮（1958年7月、キングレコード、C 1607）
- 三船浩「夜の嘆き」作詞：高橋掬太郎（1958年11月、キングレコード、C 1652）
- 津村謙「哀愁の丘」作詞：高橋掬太郎（1959年2月、キングレコード、C 1680）
- 若原一郎「月の波止場で」作詞：高橋掬太郎（1959年8月、キングレコード、EB-181）
- 青山ヨシオ（ミラクル・ヴォイス名義）「シャボテン娘」作詞：矢野亮（1959年8月、キングレコード、EB-186）
- 福原千恵子「うわさ」作詞：矢野亮（1959年9月、キングレコード、C 1742）
- 三橋美智也「壁/俺たちは狙われている」作詞：横井弘（1959年9月、キングレコード、C 1750）
- 若原一郎「未練の虫」作詞：鈴木重俊（1959年9月、キングレコード、EB-191）
- 三橋美智也「情け無用の男」作詞：横井弘（1959年10月、キングレコード、C 1753）
- 春日八郎「他国の酒場」作詞：高月ことば（1959年11月、キングレコード、EB-222）
- 大津美子「夢見るギター」作詞：矢野亮、編曲：古屋丈晴（1959年12月、キングレコード、EB-251）
- 石井千恵「流れのバラライカ」作詞：たなかゆきを（1960年1月、キングレコード、C 1762）
- 文京子「十九の哀愁」作詞：たなかゆきを（1960年1月、キングレコード、EB-269）
- 北見和夫「東京の空はなぜ青い」作詞：横井弘（1960年1月、キングレコード、EB-272）
- 若原一郎「花吹雪さんど笠」作詞：矢野亮（1960年4月、キングレコード、EB-299）
- 岩井半四郎「投げ節半四郎/ストトン道中」作詞：たなかゆきを（1960年4月、キングレコード、EB-304）
- 北見和夫「恋人たち」作詞：たなかゆきお（1960年5月、キングレコード、EB-318）
- 三橋美智也「船出哀しや」作詞：若林幸男（1960年6月、キングレコード、C 1777）
- 若原一郎「白樺林」作詞：高橋掬太郎（1960年7月、キングレコード、EB-343）
- 青山ヨシオ「月影のテラス」作詞：矢野亮（1960年7月、キングレコード、EB-344）
- 下谷二三子「石童丸」作詞：高橋掬太郎（1960年9月、キングレコード、C 1783）
- 石井千恵「終点」作詞：矢野亮（1960年9月、キングレコード、EB-371）
- 岩井半四郎「青空街道／おいとこギター」作詞：たなかゆきお・鈴木重俊（1960年10月、キングレコード、EB-394）
- 堀川健「想い出の湖畔」作詞：矢野亮（1960年11月、キングレコード、EB-410）
- 三橋美智也「さすらい流し」作詞：矢野亮（1961年2月、キングレコード、EB-446）
- 三橋美智也「銀座デキシー」作詞：たなかゆきを（1961年、キングレコード、EB-455）
- 下谷二三子「あゝ川中島」作詞：武田綱（1961年6月、キングレコード、EB-495）
- 若原一郎「雨の日だって楽しいさ」作詞：たなかゆきお（1961年、キングレコード） - NHKラジオ第1『ラジオ歌謡』
- 三橋美智也「美智也ばやし」作詞：藤間哲郎（1961年、キングレコード）
- 三橋美智也「男の恋唄」作詞：横井弘（1961年、キングレコード）
- 春日八郎「風林火山の歌」／吉沢浩「あゝ恵林寺の鐘が鳴る」作詞：沢登初義（1962年1月、キングレコード、EB-668）
- 大津美子「闘牛士のボレロ」作詞：木下龍太郎、編曲：古屋丈晴（1963年、キングレコード） - 日活映画『銀座の次郎長』
- 下谷二三子「武田笛」作詞：沢登初義（キングレコード、N-379） - 山梨新民謡
- 春日八郎「俺ら源三郎だ」作詞：岩井半四郎（キングレコード）
- 春日八郎「身代りこけし」作詞：矢野亮（キングレコード）
- 三橋美智也「ギターよ語ろう」作詞：矢野亮（キングレコード）
- 三橋美智也・下谷二三子「富士の雲笠踊り」作詞：沢登初義（キングレコード）

山本丈晴名義
- 倍賞千恵子「牧場のリボン」作詞：東条寿三郎（1963年、キングレコード、EB-880）
- 北野登美夫「おもかげ横丁」作詞：横井弘（1963年、キングレコード）
- 「ああ太平洋」作詞：高橋掬太郎（キングレコード）
- 春日八郎「オロロンの啼く島」作詞：横井弘（キングレコード）
- 春日八郎「指笛の唄」作詞：横井弘　作曲：山本丈晴・山本富士子（キングレコード）
- 春日八郎「荒野を行く男」作詞：木下龍太郎（キングレコード）
- 春日八郎「風流木遣りぶし」作詞：たなかゆきを（キングレコード）
- 三橋美智也「徳川家康　啼くまで待とう時鳥」作詞：高橋掬太郎（キングレコード）
- 三橋美智也『秘蔵未発表名曲集』（1997年6月4日、キングレコード、KICX-442）
  - 「泪のフラメンコ」作詞：横井弘、編曲：山本丈晴
  - 「濡れて歩けば」作詞：高橋掬太郎

#### 日本コロムビア専属期
山本丈晴名義
- 小林幸子「夕焼け小僧」作詞：能美博（1965年9月、日本コロムビア、SAS-568）
- 小林幸子「出稼ぎ父ちゃんの歌」作詞：西沢爽（1966年2月、日本コロムビア、SAS-646）
- 梶光夫・高田美和「アキとマキ／空と海と白い船」作詞：平岩弓枝（1966年2月、日本コロムビア、SAS-647）
- 日野麻子「花影の人」作詞：西沢爽（1966年、日本コロムビア、SAS-648） - 松竹・フジテレビ『ライオン奥様劇場 / 花影の人』主題歌
- 三島敏夫「いで湯の女/君に逢いたい」作詞：三浦康照（1966年4月、日本コロムビア、SAS-683）
- 北原謙二「あいつなんて」作詞：若草みつお（1966年5月、日本コロムビア、SAS-703）
- こまどり姉妹「恋に用心/あゝこの気持」作詞：関沢新一（1966年、日本コロムビア、SAS-720）
- 大下八郎・千原みき「花の次郎長さん」作詞：荒井鎮雄（1966年、日本コロムビア、SAS-732）
- 島倉千代子「札幌で夢を見ましょう」作詞：関沢新一（1966年6月、日本コロムビア、SAS-734）
- 島倉千代子「お顔見るまで」作詞：野村俊夫（1966年、日本コロムビア、SAS-747）
- 梶光夫・高田美和「愛の手紙は幾歳月」作詞：西沢爽（1966年7月、日本コロムビア、SAS-760）
- 高田美和「はたちの夜」作詞：若木香（1966年、日本コロムビア）
- 美空ひばり「風雪三代/港のむせび泣き」作詞：三浦康照（1967年1月5日、日本コロムビア、SAS-828）
- 梶光夫・高田美和「幸せをあなたにあげたい」作詞：白鳥朝詠（1967年1月、日本コロムビア、SAS-831）
- 三島敏夫「いのちの限り／君いつ帰る」作詞：三浦康照（1967年2月、日本コロムビア）
- 牧秀夫とロス・フラミンゴス「笑ってごらん」作詞：三浦康照（1967年、日本コロムビア、SAS-863） - 日本テレビ『グランプリ劇場 / おけいちゃん』主題歌
- 歌うミスター平凡「すべてのもの泣く日/追憶のビギン」（1967年、日本コロムビア、SAS-870）
- 藤八千代「湯の町酒場」作詞：石本美由紀（1967年、日本コロムビア、SAS-897）
- 美空ひばり「芸道一代」作詞：西條八十（1967年9月5日、日本コロムビア、SAS-962） - シングルチャート40位。2万枚売上。
- 村田英雄「浪花の勝負師」作詞：三浦康照（1967年10月、日本コロムビア、SAS-964）
- 三島敏夫「女のいのち・圭子」作詞：伊田順（1967年10月、日本コロムビア、SAS-993）
- 島倉千代子「大阪夜曲」作詞：西沢爽（1967年11月、日本コロムビア、SAS-1015）
- 村田英雄「捨てて勝つ・太陽に祈ろう」作詞：赤城慧（1968年1月、日本コロムビア、SAS-1029）
- 村田英雄「男の道・小倉音頭」作詞：原田茂安（1968年3月、日本コロムビア）
- 村田英雄「その火を絶やすな」/都はるみ「新おはら節」作詞：石本美由起（1968年4月1日、日本コロムビア、SAS-1044）
- 美空ひばり「武蔵野の恋」作詞：三浦康照（1968年5月29日、『歌は我が命（第2集）』日本コロムビア、ALS-5059）
- 島倉千代子「いのちある限り・夕映えの想い出」作詞：伊田順（1968年5月、日本コロムビア、SAS-1078）
- 島倉千代子「道博音頭」作詞：三浦康照（1968年6月、日本コロムビア）
- 扇ひろ子「泪のブルース/女ひとりの夜」（1968年、日本コロムビア、SAS-1204）
- 山本真記子「みんな仲間だ」作詞：鼻野律子　補作詞：古野哲哉（1968年8月1日、日本コロムビア、P-32）
- 久保内成幸とロマネスク・セブン「新宿エトランゼ」作詞：吉岡治（1968年11月、日本コロムビア）
- 武中はじめ「南国慕情」作詞：赤城慧（1969年1月、日本コロムビア、SAS-1219）
- 美鈴愛子「曽根崎ブルース・徳山ワルツ」作詞：三浦康照（1969年1月、日本コロムビア）
- 美空ひばり「魂」作詞：関沢新一（1969年1月5日　日本コロムビア、SAS-1221）
- 沢和代「香華/悲しき珍丁花」作詞：堀内（日本コロムビア、SAS-1237） - フジテレビ『ライオン奥様劇場 / 香華』主題歌・挿入歌
- 美空ひばり「長い坂道」作詞：石本美由起（1969年5月29日、『歌は我が命（第3集）』日本コロムビア、ALS-5100）
- 沢和代「一人になりたい/愛の小舟」作詞：横井弘（1969年8月15日、日本コロムビア、SAS-1321)
- 美空ひばり「どっこい俺がいる」作詞：横井弘（1969年11月25日、日本コロムビア、SAS-1363）
- 久保内成幸とロマネスク・セブン「夕焼けこやけ」作詞：志村哲郎（1969年12月、日本コロムビア）
- 美空ひばり「一匹道中」作詞：石本美由起（1970年7月10日、日本コロムビア、SAS-1435）
- 美空ひばり「恋のれん」作詞：丘十四夫（1970年9月25日　日本コロムビア SAS-1462） - 宝塚映画・フジテレビ『ライオン奥様劇場 / 恋のれん』主題歌
- 高峰三枝子「おわかれ/坊やおやすみ」作詞：白鳥朝詠（1970年10月、日本コロムビア）
- 青山和子「大阪バラード」作詞：新関西新聞社、補詞：石本美由起（1972年1月、日本コロムビア）
- 南地みつ春・三島儷子・森妙子「おぼろ夜(四月）：舞踊小唄十二ヶ月」詩：血脇啓寿（1967年2月、日本コロムビア、SAS-3040）
- 森妙子「白糸恋唄（泉鏡花原作「滝の白糸」より）/浮名ざんげ（九月）：舞踊小唄十二ヶ月」詩：西條八十（1967年8月、日本コロムビア、SAS-3053）
- 山本富士子「幻阿国（「春よいずこ」入り）/たけくらべ（「青春日記」入り）」作詞：石川潭月、ギター：山本丈晴（日本コロムビア、SAS-3087） - 日本コロムビア創立60周年記念・古賀政男監修・コロムビア歌謡舞踏シリーズ
- 畠山みどり「駒ひき峠（「馬喰一代」入り）/おもかげ桜（「軍国の母」入り）」作詞：石川潭月（1970年9月5日、日本コロムビア、SAS-3091） - 日本コロムビア創立60周年記念・古賀政男監修・コロムビア歌謡舞踏シリーズ
- 日野麻子「氷点/北国の恋ははかなく」作詞：西沢爽（日本コロムビア） - 朝日新聞懸賞募集小説「氷点」（三浦綾子著）より
- 鏡五郎「津軽の恋」作詞：三浦康照（日本コロムビア）
- 「再会」作詞：白鳥朝詠（日本コロムビア）
- 美鈴愛子「イヤ・イヤ・イヤ」作詞：湯川れい子（日本コロムビア）

#### フリー時代
- 「九人の乙女」作詞：大矢弘子（1974年） - 映画『氷雪の門』主題歌
- TVC合唱団・渓崎まゆみ「柔道歌」作詞：松前重義、演奏：TVCレコーディングオーケストラ、制作：株式会社山本レコード制作部（1978年、TVC、YS-1104）
- 北島三郎「旅飛脚の詩/さかずき仲間」作詞：藤田まさと（1980年3月、クラウン、CW-1900）
- 松島恵美「柔道歌/柔道讃歌」作詞：松前重義（1984年、ビクター、SV-7620）
- 三沢あけみ「舞化粧/晴れ姿なにわ踊り」作詞：石本美由起/美沢（1985年、ビクター） - 山本富士子主演『舞化粧』上演記念
- 鈴木正夫「男富士」作詞：吉川静夫
- 鈴木正夫「郷土讃歌」作詞：松前重義
- 鈴木正夫「青春譜/梅里先生『水戸光圀』をたたえる 寒梅の詩」（ビクター、MV-1104）
- 朝川ひろこ「星」作詞：深見和夫

#### 時期不明
- 村田英雄「男の詩」作詞：丘灯至夫
- 南地みつ春「浪花さのさ」作詞：石本美由起（日本コロムビア）
- 大川栄策「道」作詞：深見和夫
- 「勝鬨上条河原」作詞：沢登初義
- 「乾杯仲間」作詞：横井弘、編曲：伊藤祐春
- 「山あり花ありて　富士ざくら」作詞：大倉芳郎

## 映画音楽
- 銀座の次郎長（1963年、日活）
- 青春を返せ（1963年）
- 銀座の次郎長 天下の一大事（1963年、日活）
- 日本残酷物語（1963年、新東宝興業）
- 示談屋（1963年）
- 男の紋章 喧嘩状（1964年、日活）
- 海賊船 海の虎（1964年、日活）
- 生きている狼（1964年、日活）
- 駆逐艦雪風（1964年、佐野芸術プロ・松竹）
- 拳銃野郎（1965年、日活）
- けんかえれじい（1966年、日活）

## ギター演奏アルバム
古屋丈晴名義
- キング・ヒット・メロディー No.5（演奏：キング・オーケストラ / キングレコード、LKF 1105）

山本丈晴名義
- 我が心ギターによせて（演奏：コロムビア・オーケストラ、作曲：古賀政男、編曲：河村利夫 / 1967年7月、コロムビア、ALS-4240）
- 我が心ギターによせて 第2集（演奏：コロムビア・オーケストラ、作曲：古賀政男、編曲：河村利夫 / 1967年12月、コロムビア、ALS-4294）
- 我が心ギターによせて 第3集（演奏：コロムビア・オーケストラ、編曲：河村利夫 / 1968年6月、コロムビア、ALS-4350）
- 我が心ギターによせて 第4集 日本の詩情をうたう（コロムビア、ALS-4378）
- 我が心ギターによせて 第5集（演奏：コロムビア・オーケストラ、編曲：河村利夫 / コロムビア）
- 我が心ギターによせて 第6集 あゝ青春の日々（編曲：河村利夫 / コロムビア）
- 我が心ギターによせて 第7集（コロムビア、ALS-4554）
- 我が心ギターによせて 第8集（1972年、コロムビア）

『我が心ギターによせて』シリーズの音源は、以下のように様々な形でCD化されている。
- 我が心ギターによせて（1986年1月21日、コロムビア、32C32-7820）
- 我が心ギターによせて「日本の郷愁」（1991年10月21日、コロムビア、COCS-9171）
- 我が心ギターによせて「古賀メロディー」（1991年10月21日、コロムビア、COCS-9170）
- ギターで綴る古賀メロディー 人生の並木路 （1994年6月21日、コロムビア、CD：COCS-11808、CT：COTS-2888）
- ギター 花のステージ8 蘇州夜曲（1996年10月19日、コロムビア、CD：COCS-13808、CT：COTS-3808）
- 古賀メロセレクション 我が心ギターによせて（1998年5月21日、コロムビア、CD：COCS-15123、CT：COTS-4325）
- 我が心ギターによせて 山本丈晴ギター全集（2007年11月22日、コロムビア） - シリーズ全集。コロムビアファミリークラブ通信販売限定

- 我が心のうた ビウェラ・ギターによる古賀メロディ（編曲：佐伯壱、ビウェラ・ギター：山本丈晴、伴奏：コロムビア・オーケストラ / 1979年7月、コロムビア、KZ-7095）
- 琵琶ギターと我が心のうた（演奏：コロムビアオーケストラ・編曲：甲斐靖文、琵琶ギター：山本丈晴 / コロムビア）
- 丈晴ギター 人の世の愛をうたう 女の子守唄（DSK3003）

## 作曲アルバム
- 音楽物語 北海道百年 -輝ける北海道-（構成：関沢新一、音楽：山本丈晴、編曲：佐伯亮、ナレーション：若山弦蔵、協力：札幌テレビ / 1968年、コロムビア、ALS-5058）
- 千宗室『茶の心』（音楽：山本丈晴、琴：米川敏子、二弦琴：森本博子、効果：第一音響、演奏：キャニオン・オーケストラ / 1971年、キャニオン・レコード、CX3001）
- 日本伝統文化振興財団「3.青春譜（振付：春日壽、解説・表現：春日摩耶、唄：鈴木正夫、タケハル・レコーディング・オーケストラ、作詞： 松前重義、編曲：加賀康晴 / 2003年9月25日、ビクター『出船の港/柳の雨/青春譜/京舞ごころ〜ビクター新舞踊基準曲集「基礎編」第4巻』、VZVG74） - VHSビデオ
- 山本丈晴 舞台音楽十撰 〜テーマより抜粋〜（語り：山本富士子、2枚組CD-R）

## テレビ音楽
- 鎌倉はるなつ（1975年、フジテレビ）
- 時雨の記（1979年、読売テレビ）

## 舞台音楽
- イカしてる野郎たち（主演：天知茂、作：今村文人・三芳加也・安藤豊弘、演出：片岡政義・中原薫 / 1965年12月、浅草国際劇場）
- 静御前（1972年1月・1981年1月・1997年1月、明治座） - BGM
- 湯島の白梅（1980年1月・1984年5月・1994年6月、明治座） - 背景音楽
- 日本の心、雨情のこころ（出演：すがはらやすのり・山本富士子、プロデューサー：酒井政利 / 2006年10月28・29日） - 野口雨情の未発表曲「悲劇」作曲担当。文化庁芸術祭参加公演

## 社歌
- 長野県小県郡長和町商工会：「商工会の歌」（作詞：三浦康照、唄：岡村高幸）
- 山梨県南都留郡富士河口湖町喜山会：「栄光の喜山会」（作詞：沢登初義）
- カメックス
  - 「亀印音頭」（作詞：沢登初義、唄：春日八郎・小野由起子）
  - 「トントンふとんは亀印」（作詞：横井広、唄：小林万里）
- 明治製菓（1964年、キングレコード、NC-153）
  - 「社歌」（作詞：高橋掬太郎、歌：林伊佐緒・中原美紗緒）
  - 「明治チョコレート音頭」（作詞：高橋掬太郎、歌：北野登美夫・小野由紀子）
- 佐川急便
  - 「佐川急便グループ応援歌」（作詞：藤田まさと）

## 校歌
- 関西医科大学 学生歌（作詞：松村忠樹、編曲：伊藤裕春）
- 関西医科大学 逍遙歌（作詞：竹本司郎、編曲：伊藤裕春）
- 静岡県富士吉田市立吉田中学校 校歌（作詞：刑部陽、補作：米山愛紫）
- 山梨県韮崎市立韮崎東中学校 校歌（作詞：沢登初義）
- 山梨県南都留郡富士河口湖町立河口湖北中学校 校歌（作詞：石本美由起）
- 山梨県南都留郡富士河口湖町立勝山中学校 校歌（作詞：三浦康照）
- 山梨県南都留郡鳴沢村立鳴沢小学校 校歌（作詞：三浦康照）
- 山梨県南都留郡西桂町立西桂小学校 校歌（作詞：小野田一郎）
- 山梨県中央市立田富北小学校 校歌（作詞：志村哲良）
- 山梨県中央市立田富北小学校 行進曲
- 山梨県上野原市立大目小学校 校歌（作詞：加藤富明）
- 千葉県佐原市立佐原小学校 校歌（作詞：横井弘）
- やくし幼稚園（葛飾区） 園歌（作詞：伊藤義延）
- えいあんじ幼稚園（現：永安寺学園幼稚園、世田谷区） 園歌（歌：音羽ゆりかご会）

## 町歌・地域の歌
- 長野県南安曇郡三郷村（現：安曇野市）：「三郷音頭」（作詞：高橋掬太郎・補作：古屋丈晴 / 1958年11月9日制定）
- 山梨県東山梨郡勝沼町（現：甲州市）：町歌（作詞：安藤壮一 / 1963年10月制定）
- 伊豆長岡温泉協会（静岡県）制定：北野登美男・小野由紀子「長岡温泉ばやし」 / 三橋美智也「ああ源氏武士」（作詞：高橋掬太郎（1964年、キングレコード、NC-135）
- 北海道有珠郡伊達町（現：伊達市）制定：町民歌「若いふるさと」（作詞：太田武彦 唄：沢和代、久保内成幸とロマネスク・セブン / 1968年10月制定）、町民音頭「伊達町音頭」（作詞：安達花矢 唄：都はるみ / 同）
- 加古川市教育委員会（兵庫県）選定：村田英雄・加賀城みゆき「新加古川音頭/フォークダンス 新加古川音頭」（作詞：植原繁市、補詞：富田砕花、演奏：コロムビアオーケストラ / 1970年4月、日本コロムビア、PSD-44）加古川市制二十周年記念
- 宮崎県西都市：「西都おんど」（作詞：黒木淳吉、唄：武中はじめ）
- 山口県阿武郡阿武町：「白河おどり」（作詞：高萩一郎、唄：三鷹淳・美鈴愛子）
- 山梨県：「富士山やぶさめ祭り」（作詞：澤登初義]、唄：三波春夫）
- 愛知県海部郡甚目寺町（現：あま市）：町の歌「伝えておくれ」（作詞：原野栄三、補作：石本美由起、演奏：TVC山本レコーディングオーケストラ、唄：チェリッシュ）

## その他
- 天台宗・一隅を照らす運動：発足30周年記念テーマソング「さわやか星」（作詞：星ひかる、歌：ペギー葉山とたんぽぽ少年少女混声合唱団 / 2000年12月5日）